# Xã Victor, Quận Marshall, Nam Dakota
Xã Victor (tiếng Anh: Victor Township) là một xã thuộc quận Marshall, tiểu bang Nam Dakota, Hoa Kỳ. Năm 2010, dân số của xã này là 37 người.